# IC 4676
IC 4676 — галактика типу S (спіральна галактика) у сузір'ї Змієносець.
Цей об'єкт міститься в оригінальній редакції індексного каталогу.